# Hebrometra
Hebrometra is een geslacht van wantsen uit de familie van de Hebridae. Het geslacht werd voor het eerst wetenschappelijk beschreven door Cobben in 1982.

## Soorten
Het genus bevat de volgende soorten:

- Hebrometra bongaensis Cobben, 1982
- Hebrometra malawiensis Cobben, 1982
- Hebrometra niemeri Cobben, 1982
- Hebrometra pelengei (Poisson, 1954)